# Brad Parker
Bradley Raymond „Brad“ Parker (* 23. April 1980 in Scarborough, Ontario) ist ein ehemaliger kanadischer Fußballspieler.

## Karriere
Parker spielte bis 2001 fünf Jahre im Nachwuchs- und Reservebereich von Feyenoord Rotterdam und gehörte zeitweise auch dem Profikader an, ohne dabei zum Einsatz zu kommen. In der Saisonvorbereitung 2000/01 trainierte er beim belgischen Klub RWD Molenbeek, nach seinem Weggang von Feyenoord im Sommer 2001 hatte er noch ergebnislose Probetrainings in England bei Bradford City und dem FC Chesterfield. Als seine letzte Vereinsstation lässt sich der niederländische Amateurklub Rijnsburgse Boys ausmachen, für den er in der Saison 2001/02 spielte.
1995 nahm Parker mit der kanadischen U-17-Auswahl an der U-17-Weltmeisterschaft in Ecuador teil und fungierte in den drei Gruppenspielen als Libero. 1998 kam er für die U-20- und U-23-Auswahlen zum Einsatz und debütierte am 18. Mai 1998 bei einem 1:0-Erfolg gegen Mazedonien in der kanadischen A-Nationalmannschaft. Nach insgesamt sechs Länderspielen wurde er kurz vor dem CONCACAF Gold Cup 2000 von Nationaltrainer Holger Osieck aus dem Kader gestrichen und eine Rückkehr ins Nationalteam von Osieck ausgeschlossen. Grund für den Rauswurf war Parkers Verhalten, der nur widerwillig der Turnier-Nominierung nachkam.